# Volta a la Comunitat Valenciana 1998
La Volta a la Comunitat Valenciana 1998, cinquantaseiesima edizione della corsa, si svolse dal 24 al 28 febbraio su un percorso di 827 km ripartiti in 5 tappe, con partenza a Calp e arrivo a Valencia. Fu vinta dal francese Pascal Chanteur della Casino davanti al danese Bo Hamburger e allo spagnolo Santos Gonzalez Capilla.

## Tappe
| Tappa  | Data        | Percorso                        | km  | Vincitore di tappa | Leader cl. generale |
| ------ | ----------- | ------------------------------- | --- | ------------------ | ------------------- |
| 1ª     | 24 febbraio | Calp > Calp                     | 183 | Erik Zabel         | Erik Zabel          |
| 2ª     | 25 febbraio | Calp > Tabernes de Valldigna    | 163 | Bo Hamburger       | Pascal Chanteur     |
| 3ª     | 26 febbraio | Tabernes de Valldigna > Sagunto | 198 | Federico Colonna   | Pascal Chanteur     |
| 4ª     | 27 febbraio | Sagunto > Segorbe               | 163 | Dmitri Konyshev    | Pascal Chanteur     |
| 5ª     | 28 febbraio | Villarreal > Valencia           | 120 | Massimo Strazzer   | Pascal Chanteur     |
| Totale | Totale      | Totale                          | 827 |                    |                     |

## Dettagli delle tappe

### 1ª tappa
- 24 febbraio: Calp > Calp – 183 km

| Pos. | Corridore        | Squadra       | Tempo    |
| ---- | ---------------- | ------------- | -------- |
| 1    | Erik Zabel       | Telekom       | 4h07'20" |
| 2    | Marcel Wüst      | Festina-Lotus | s.t.     |
| 3    | Mario Traversoni | Mercatone Uno | s.t.     |

| Pos. | Corridore  | Squadra | Tempo |
| ---- | ---------- | ------- | ----- |
| 1    | Erik Zabel | Telekom |       |

### 2ª tappa
- 25 febbraio: Calp > Tabernes de Valldigna – 163 km

| Pos. | Corridore            | Squadra | Tempo    |
| ---- | -------------------- | ------- | -------- |
| 1    | Bo Hamburger         | Casino  | 5h48'14" |
| 2    | Herminio Díaz Zabala | ONCE    | s.t.     |
| 3    | Mikel Zarrabeitia    | ONCE    | s.t.     |

| Pos. | Corridore       | Squadra | Tempo    |
| ---- | --------------- | ------- | -------- |
| 1    | Pascal Chanteur | Casino  | 9h55'34" |

### 3ª tappa
- 26 febbraio: Tabernes de Valldigna > Sagunto – 198 km

| Pos. | Corridore        | Squadra       | Tempo    |
| ---- | ---------------- | ------------- | -------- |
| 1    | Federico Colonna | Asics-CGA     | 4h56'09" |
| 2    | Mario Traversoni | Mercatone Uno | s.t.     |
| 3    | Marcel Wüst      | Festina-Lotus | s.t.     |

| Pos. | Corridore       | Squadra | Tempo     |
| ---- | --------------- | ------- | --------- |
| 1    | Pascal Chanteur | Casino  | 14h51'43" |

### 4ª tappa
- 27 febbraio: Sagunto > Segorbe – 163 km

| Pos. | Corridore         | Squadra       | Tempo    |
| ---- | ----------------- | ------------- | -------- |
| 1    | Dmitri Konyshev   | Mercatone Uno | 4h05'27" |
| 2    | José Luis Arrieta | Banesto       | s.t.     |
| 3    | Wladimir Belli    | Festina-Lotus | a 7"     |

| Pos. | Corridore       | Squadra | Tempo     |
| ---- | --------------- | ------- | --------- |
| 1    | Pascal Chanteur | Casino  | 18h57'23" |

### 5ª tappa
- 28 febbraio: Villarreal > Valencia – 120 km

| Pos. | Corridore        | Squadra       | Tempo    |
| ---- | ---------------- | ------------- | -------- |
| 1    | Massimo Strazzer | Cantina Tollo | 2h52'56" |
| 2    | Federico Colonna | Asics-CGA     | s.t.     |
| 3    | Mario Traversoni | Mercatone Uno | s.t.     |

| Pos. | Corridore               | Squadra | Tempo     |
| ---- | ----------------------- | ------- | --------- |
| 1    | Pascal Chanteur         | Casino  | 21h50'19" |
| 2    | Bo Hamburger            | Casino  | s.t.      |
| 3    | Santos Gonzalez Capilla | Kelme   | s.t.      |

## Classifiche finali

### Classifica generale
| Pos. | Corridore            | Squadra                        | Tempo     |
| ---- | -------------------- | ------------------------------ | --------- |
| 1    | Pascal Chanteur      | Casino                         | 21h50'19" |
| 2    | Bo Hamburger         | Casino                         | s.t.      |
| 3    | Santos González      | Kelme                          | s.t.      |
| 4    | Herminio Díaz Zabala | ONCE                           | s.t.      |
| 5    | Mikel Zarrabeitia    | ONCE                           | s.t.      |
| 6    | José Luis Arrieta    | Banesto                        | a 13"     |
| 7    | Wladimir Belli       | Festina-Lotus                  | a 20"     |
| 8    | Peter Luttenberger   | Rabobank                       | a 21"     |
| 9    | François Simon       | Gan                            | a 26"     |
| 10   | Massimiliano Gentili | Cantina Tollo-Alexia Alluminio | s.t.      |